# Ataenius nigricans
Ataenius nigricans är en skalbaggsart som beskrevs av Renaud Maurice Adrien Paulian 1933. Ataenius nigricans ingår i släktet Ataenius och familjen Aphodiidae. Inga underarter finns listade.